# Svetovni pokal v smučarskih poletih 2015
Svetovni pokal v smučarskih poletih 2015 je bila osemnajsta uradna sezona svetovnega pokala v smučarskih poletih nagrajena z malim globusom kot del iste sezone svetovnega pokala v smučarskih skokih.

## Koledar

### Moški
| Šte. | Sezona | Datum            | Kraj                     | Letalnica                      | Vel. | Zmagovalec     | Drugi           | Tretji               | Rumena majica              | Ref.        |
| ---- | ------ | ---------------- | ------------------------ | ------------------------------ | ---- | -------------- | --------------- | -------------------- | -------------------------- | ----------- |
| 100  | 1      | 10. januar 2015  | Tauplitz/Bad Mitterndorf | Kulm HS225                     | LE   | Severin Freund | Stefan Kraft    | Jurij Tepeš          | Severin Freund             | [ 2 ]       |
|      |        | 11. januar 2015  | Tauplitz/Bad Mitterndorf | Kulm HS225                     | LE   | močan veter    | močan veter     | močan veter          | močan veter                | močan veter |
| 101  | 2      | 14. februar 2015 | Vikersund                | Vikersundbakken HS225 (nočna)  | LE   | Peter Prevc    | Anders Fannemel | Noriaki Kasai        | Severin Freund Peter Prevc | [ 3 ]       |
| 102  | 3      | 15. februar 2015 | Vikersund                | Vikersundbakken HS225          | LE   | Severin Freund | Anders Fannemel | Johann André Forfang | Severin Freund             | [ 4 ]       |
| 103  | 4      | 20. marec 2015   | Planica                  | Letalnica bratov Gorišek HS225 | LE   | Peter Prevc    | Jurij Tepeš     | Stefan Kraft         | Severin Freund             | [ 5 ]       |
| 104  | 5      | 22. marec 2015   | Planica                  | Letalnica bratov Gorišek HS225 | LE   | Jurij Tepeš    | Peter Prevc     | Rune Velta           | Peter Prevc                | [ 6 ]       |

### Ekipno
| Šte. | Sezona | Datum            | Kraj    | Letalnica                      | Vel. | Zmagovalec                                                   | Drugi                                                                               | Tretji                                                                  | Rumena majica | Ref.  |
| ---- | ------ | ---------------- | ------- | ------------------------------ | ---- | ------------------------------------------------------------ | ----------------------------------------------------------------------------------- | ----------------------------------------------------------------------- | ------------- | ----- |
| 16   | 1      | ^ 21. marec 2015 | Planica | Letalnica bratov Gorišek HS225 | LE   | SlovenijaJurij Tepeš Anže Semenič Robert Kranjec Peter Prevc | AvstrijaStefan Kraft · Michael Hayböck · Manuel Poppinger · Gregor Schlierenzauer · | NorveškaJohann André Forfang Kenneth Gangnes Anders Fannemel Rune Velta | Slovenija     | [ 7 ] |

^ Samo ena izpeljana serija na ekipni tekmi v Planici. Druga serija je bila odpovedana zaradi močnega vetra.

## Lestvica
| Uvr. | po 5 tekmah              | 10/01/2015 Kulm | 14/02/2015 Vikersund | 15/02/2015 Vikersund | 20/03/2015 Planica | 22/03/2015 Planica | Skupaj |
| ---- | ------------------------ | --------------- | -------------------- | -------------------- | ------------------ | ------------------ | ------ |
| 1    | Peter Prevc              | 50              | 100                  | 15                   | 100                | 80                 | 345    |
| 2    | Severin Freund           | 100             | 50                   | 100                  | 50                 | 36                 | 336    |
| 3    | Jurij Tepeš              | 60              | 18                   | 29                   | 80                 | 100                | 287    |
| 4    | Noriaki Kasai            | 45              | 60                   | 45                   | 45                 | 32                 | 227    |
| 5    | Rune Velta               | 40              | 10                   | 50                   | 40                 | 60                 | 200    |
| 6    | Anders Fannemel          | 0               | 80                   | 80                   | 13                 | 24                 | 197    |
| 7    | Stefan Kraft             | 80              | —                    | —                    | 60                 | 40                 | 190    |
| 8    | Johann André Forfang     | 20              | 26                   | 60                   | 29                 | 16                 | 151    |
| 9    | Michael Neumayer         | 22              | 24                   | 40                   | 9                  | 12                 | 107    |
| 10   | Daiki Itō                | 9               | 32                   | 24                   | 12                 | 22                 | 99     |
| 11   | Piotr Żyła               | 32              | 22                   | 16                   | 0                  | 26                 | 96     |
|      | Andreas Stjernen         | 0               | 45                   | 26                   | 11                 | 14                 | 96     |
| 13   | Michael Hayböck          | 15              | —                    | —                    | 36                 | 40                 | 91     |
| 14   | Markus Eisenbichler      | 29              | 20                   | 32                   | 0                  | 9                  | 90     |
| 15   | Jernej Damjan            | 36              | 0                    | 14                   | 15                 | 13                 | 78     |
| 16   | Kamil Stoch              | —               | —                    | —                    | 32                 | 45                 | 77     |
| 17   | Taku Takeuchi            | 14              | 29                   | 12                   | 10                 | 3                  | 68     |
| 18   | Gregor Schlierenzauer    | 7               | —                    | —                    | 22                 | 29                 | 58     |
| 19   | Kenneth Gangnes          | —               | —                    | 36                   | 0                  | 16                 | 52     |
|      | Richard Freitag          | 24              | —                    | —                    | 20                 | 8                  | 52     |
| 21   | Robert Kranjec           | 0               | 0                    | 5                    | 24                 | 20                 | 49     |
| 22   | Dimitrij Vasiljev        | 0               | 40                   | 8                    | —                  | —                  | 48     |
|      | Manuel Poppinger         | 0               | 7                    | 36                   | 0                  | 5                  | 48     |
| 24   | Nejc Dežman              | 0               | 14                   | 22                   | 5                  | 6                  | 47     |
| 25   | Manuel Fettner           | 11              | —                    | —                    | 18                 | 15                 | 44     |
| 26   | Vincent Descombes Sevoie | 12              | 0                    | 9                    | 7                  | 11                 | 39     |
| 27   | Anders Jacobsen          | 18              | 8                    | —                    | 0                  | 10                 | 36     |
| 28   | Roman Koudelka           | 26              | —                    | —                    | 2                  | 7                  | 35     |
|      | Anže Semenič             | —               | 5                    | 4                    | 26                 | —                  | 35     |
| 30   | Marinus Kraus            | —               | 15                   | 18                   | —                  | —                  | 33     |
| 31   | Junshirō Kobayashi       | 13              | 0                    | 7                    | 6                  | —                  | 26     |
| 32   | Gregor Deschwanden       | 6               | 11                   | 3                    | 0                  | 4                  | 24     |
| 33   | Jarkko Määttä            | 0               | —                    | —                    | 3                  | 18                 | 21     |
| 34   | Shōhei Tochimoto         | —               | 0                    | 20                   | 0                  | —                  | 20     |
|      | Jan Matura               | 16              | —                    | —                    | 4                  | —                  | 20     |
| 36   | Aleksander Zniszczoł     | 4               | 0                    | 13                   | —                  | —                  | 17     |
| 37   | Tom Hilde                | 0               | 16                   | 0                    | —                  | —                  | 16     |
|      | Stephan Leyhe            | 0               | 6                    | 10                   | 0                  | 0                  | 16     |
| 39   | Klemens Murańka          | —               | —                    | —                    | 14                 | —                  | 14     |
| 40   | Phillip Sjøen            | —               | 13                   | 0                    | —                  | —                  | 13     |
|      | Antonín Hájek            | 1               | 0                    | 11                   | 1                  | —                  | 13     |
| 42   | Daniel-André Tande       | 0               | 12                   | —                    | —                  | —                  | 12     |
| 43   | Ulrich Wohlgenannt       | —               | 9                    | 2                    | —                  | —                  | 11     |
| 44   | Thomas Diethart          | 10              | —                    | —                    | —                  | —                  | 10     |
| 45   | Kento Sakuyama           | 0               | 3                    | 6                    | 0                  | —                  | 9      |
| 46   | Davide Bresadola         | 8               | —                    | —                    | 0                  | —                  | 8      |
|      | Janne Ahonen             | —               | —                    | —                    | 8                  | —                  | 8      |
| 48   | Rok Justin               | 5               | —                    | —                    | 0                  | —                  | 5      |
| 49   | Ole Marius Ingvaldsen    | —               | 4                    | —                    | —                  | —                  | 4      |
| 50   | Joachim Hauer            | 3               | 0                    | —                    | —                  | —                  | 3      |
| 51   | Lauri Asikainen          | —               | —                    | —                    | 0                  | 2                  | 2      |
|      | Pius Paschke             | —               | 2                    | 0                    | 0                  | —                  | 2      |
|      | Daniel Wenig             | 2               | —                    | —                    | —                  | —                  | 2      |
| 54   | Simon Greiderer          | —               | 0                    | 1                    | —                  | —                  | 1      |
|      | Harri Olli               | —               | 1                    | 0                    | 0                  | —                  | 1      |
|      | Matjaž Pungertar         | 0               | —                    | —                    | 0                  | 1                  | 1      |

| Uvr. | po 6 tekmah | Točke |
| ---- | ----------- | ----- |
| 1    | Slovenija   | 1247  |
| 2    | Norveška    | 929   |
| 3    | Avstrija    | 803   |
| 4    | Nemčija     | 788   |
| 5    | Japonska    | 649   |
| 6    | Poljska     | 454   |
| 7    | Finska      | 132   |
| 8    | Češka       | 118   |
| 9    | Rusija      | 48    |
| 10   | Francija    | 39    |
| 11   | Švica       | 24    |
| 12   | Italija     | 8     |